# Incident de la Sang Corrupta
L'incident de la Sang Corrupta va ser una pandèmia virtual en el MMORPG World of Warcraft, la qual va començar el 13 de setembre de 2005, i va durar una setmana. L'epidèmia va començar amb la introducció de la masmorra Zul'Gurub i del cap d'aquesta, Hakkar, qui en ser atacat, utilitza un encanteri, altament contagiós i que drena punts de vida anomenat "Sang Corrupta", en els jugadors.
L'encanteri se suposava que durés només uns segons i funcionés només dins de la masmorra de Zul'Gurub, però no va trigar a estendre's a través del món virtual per un descuit que va permetre a les mascotes infectar-se amb l'efecte i treure'l de la zona predeterminada per a aquest. De manera accidental i intencional es va deslligar una pandèmia que ràpidament va matar als personatges de nivell baix i va canviar dràsticament els hàbits de joc, ja que els jugadors feien el que podien per a evitar la infecció. Malgrat l'adopció de mesures com la quarantena i al fet que els jugadors van abandonar les ciutats densament poblades (o fins i tot van deixar de jugar completament), la pandèmia va durar fins que una combinació de pegats i reinicis del món virtual finalment en van controlar la difusió.
Les condicions i les reaccions de l'esdeveniment van atreure l'atenció d'epidemiòlegs per les seves implicacions de com podrien reaccionar les poblacions humanes davant una epidèmia en el món real.

Aquesta pandèmia tingué lloc en el mon virtual del videojoc World of Warcraft

## Història
L'epidèmia va començar el 13 de setembre de 2005, quan Blizzard va introduir en el joc una nova masmorra, anomenada Zul'Gurub, com a part d'una nova actualització. El cap d'aquesta, Hakkar de Zul'Gurub, podia infectar als jugadors amb un encanteri anomenat Sang Corrupta que causava una quantitat significativa de mal al jugador en un període determinat de temps. L'efecte podia ser transmès a jugadors pròxims, i podia matar en qüestió de segons a jugadors de baix nivell, mentre que personatges d'alt nivell podien suportar l'efecte i sobreviure. L'efecte desapareixia quan el temps acabava o el personatge moria. A causa d'un error de programació, quan els caçadors o bruixots retiraven a les seves mascotes, aquestes mantenien tots els efectes presents de quan estaven en combat.
Els personatges no-jugador podien contreure l'efecte, però no podien morir pel mateix i només podien escampar-ho als jugadors. En efecte, això els va convertir en portadors asimptomàtics de la malaltia i en un vector de distribució per a l'encanteri. Almenys tres dels servidors del joc es van veure afectats. La dificultat de Hakkar va poder haver limitat l'expansió de la malaltia. En els fòrums de discussió del joc declaraven veure centenars de cossos als carrers dels pobles i ciutats. La mort dins World of Warcraft no és permanent, ja que quan un personatge mor és ressuscitat poc després.
Durant l'epidèmia, els hàbits normals de joc es van veure interromputs. La resposta dels jugadors va ser variada però va resultar en comportaments similars als del món real. Alguns personatges amb habilitats curatives van oferir els seus serveis, alguns personatges de baix nivell que no podien ajudar directament van escapar a zones no infectades i uns altres intentaven escampar la malaltia. Els jugadors van reaccionar com si la malaltia representés un risc per al seu benestar. Blizzard va intentar establir una quarantena voluntària, però no ho va aconseguir, ja que molts jugadors no se la van prendre de debò i uns altres simplement van aprofitar el caos. Blizzard es va veure forçat a arreglar el problema i a realitzar reinicis forçats en els servidors.
Les ciutats més importants i els pobles van ser abandonats a mesura que el caos s'escampava i els jugadors ràpidament van evacuar a la seguretat relativa de les zones obertes, deixant els centres urbans plens de cadàvers i els carrers literalment blancs amb els ossos dels morts.
La plaga va acabar el 8 d'octubre de 2005, quan Blizzard va fer que les mascotes fossin incapaces de ser afectades per la Sang Corrupta, fent així impossible que aquesta s'escampés fora de Zul'Gurub.

### Reacció
En aquell moment, World of Warcraft tenia més de dos milions de jugadors a tot el món. Abans que Blizzard comentés la situació, va haver-hi debat sobre si era una cosa intencional o un glitch. En els fòrums de Blizzard, els usuaris comentaven que era un esdeveniment i el van dir "el dia que la pesta va aniquilar Forjaz." Un editor d'un lloc de fans de World of Warcraft el va descriure com el primer esdeveniment mundial d'aquest tipus. Després que comencés l'incident, Blizzard va rebre cridades dels clients enutjats queixant-se de com havien mort injustament. Alguns jugadors van abandonar el joc completament fins que el problema va ser solucionat. Els reinicis forçats van ser descrits com un "final brusc" per Gamasutra.
Les persones que van escampar la malaltia per simple malícia van ser descrits com a terroristes de World of Warcraft per l'editor de Security Focus Robert Lemos, qui també va comentar que aquesta podria ser la primera vegada que una malaltia s'escampava de jugador a jugador en un videojoc.
Jeffrey Kaplan —un dissenyador del joc World of Warcraft— va declarar que la situació els va donar idees per a esdeveniments reals en el futur. Brian Martin—un assessor de seguretat independent de World of Warcraft—va comentar que va ser una dinàmica del joc que va ser inesperada tant pels jugadors com pels desenvolupadors de Blizzard i els va demostrar que fins i tot en atmosferes controlades online situacions inesperades poden ocórrer. També ho va comparar amb un virus informàtic, esmentant que encara que no era igual de greu, les persones havien de considerar l'impacte que el codi de computadores pot tenir en ells, i que no sempre estarien segurs, sense importar quines precaucions es prenguessin.

### Plaga zombi de 2008
Durant una setmana a l'octubre de 2008, una plaga zombi va ser estesa per a promoure la segona expansió de World of Warcraft, titulada Ira del Rei Exànime, abans del seu llançament. A diferència de la Sang Corrupta, aquesta plaga va ser intencional i va ser autoritzada per un representant de Blizzard com la "Gran plaga zombi del '08". Va ser comparada amb la Sang Corrupta per The Sunday Times, i van descriure la plaga zombi com una cosa més fidel a la vida real. La plaga era contagiosa, però a diferència de la Sang Corrupta, que era 100% infecciosa per a altres jugadors pròxims, estar en la proximitat d'un jugador infectat sol suposava un petit risc d'infecció. Això significava que trobar a un zombi solitari no era igual de perillós a trobar un gran grup infectat. L'esdeveniment —que Blizzard va finalitzar el 28 d'octubre d'aquest any— es va guanyar tant l'elogi com la crítica dels seguidors.

### Foc verd
El 12 de gener de 2017, durant un dia fins que Blizzard va llançar un hotfix, es va iniciar una nova plaga a través d'un encanteri del segon cap de la masmorra Altiplà de la Font del Sol - Brutallus, anomenat Quemar, que danyava als jugadors en un període de manera incremental. L'encanteri podia ser passat de jugador a jugador de la mateixa facció en una àrea de 2 iardes, i mataria en qüestió de segons a jugadors de baix nivell mentre que jugadors d'un nivell més alt podien sobreviure. L'encanteri expirava en 1 minut o quan el jugador moria. L'encanteri refrescava la seva durada si un aliat era afectat. Es creu que aquest efecte va ser tret de la masmorra utilitzant una mascota de caçador que estava sent afectada per l'encanteri. Durant l'incident, els mestres de joc de Blizzard van desinfectar als jugadors i van mantenir la plaga sota control advertint als grups que estaven estenent la plaga des de Ventormenta a través de Villadorada. Com en les plagues anteriors, el foc verd va ser mantingut viu per jugadors en molts llocs diferents, incloent Villanorte, Villadorada i Ventormenta, fins que es va llançar un hotfix.

## Models per a recerca real

### Model per a recerca d'epidèmies
Al març de 2007, Ran D. Balicer, un mèdic epidemiòleg en la Universitat Ben-Gurion del Nègueb a Beerseba, Israel, va publicar un article en la revista Epidemiology on va descriure les semblances entre aquest brots i els de SARS i grip aviària. El doctor Balicer va suggerir que els jocs de rol podrien jugar la funció d'una plataforma avançada per a modelar la disseminació de malalties contagioses. En un altre article en la revista Science, el joc Second Life va ser suggerit com una altra plataforma possible per a aquests estudis. Els Centres per al Control i Prevenció de Malalties van contactar a Blizzard i van sol·licitar estadístiques del succés per a estudis sobre epidèmies, però se'ls va dir que havia estat un glitch.
L'incident de la Sang Corrupta va ser descrit com un fascinant, encara que accidental, cas d'estudi sobre els orígens i control d'una malaltia en la conferència de Games for Health a Baltimore, Maryland, per Gamasutra. Ho van comparar a una epidèmia en la vida real, ja que es va originar en una regió remota i deshabitada i aquesta va ser portada per viatgers a regions més poblades. Els portadors van ser tant humans com animals, comparant-ho a la grip aviària; va ser transmesa a través de contacte pròxim; i hi havia persones, en aquest cas personatges no jugadors, que podrien infectar-se però romanien asimptomàtics. Així i tot, va haver-hi elements que la van diferenciar d'una epidèmia real, incloent un indicador per a portadors de la malaltia indicant que suposaven un risc, alguna cosa que no sol succeir en el món real. Un aspecte de l'epidèmia que no va ser considerat pels epidemiòlegs en els seus models va ser el de la curiositat, descrivint com els jugadors s'acostaven a àrees infectades per a testificar la plaga i després retirar-se. Això és paral·lel a un comportament real, específicament a com els periodistes cobreixen un incident i després es retiren de l'àrea.
A l'agost de 2007, Nina Fefferman—una assistent de recerca de la Universitat Tufts i professora de salut pública i medicina familiar— va realitzar una recerca sobre aquest succés, citant els paral·lelismes amb plagues biològiques. Alguns científics volien estudiar com reaccionarien les persones a patògens mediambientals, utilitzant una contrapart virtual com a punt de referència. Després, ella va ser coautora d'un article a Lancet Infectious Disease on es van discutir les implicacions de la plaga, juntament amb Eric Lofgren, de la Universitat de Carolina del Nord. Va ser ponent en la conferència de Games for Health de 2008 a Baltimore, Maryland, i en 2011 en la Game Developers Conference sobre l'incident i com poblacions massives en línia podrien ajudar a resoldre problemes inherents dels models tradicionals d'epidèmia.
Fefferman va afegir que els tres models base tenien les seves fortaleses i febleses, però feien suposicions de conducta significatives. També va comparar la Sang Corrupta a una prova de fàrmac amb ratolins—"un bon primer pas", esmentant: "Aquests són els meus ratolins [i] vull que això sigui el meu nou experiment. Vaig expressar interès a dissenyar malalties noves, potser no fatals, per a introduir-les al joc i que així es pugui estudiar com és vist el risc, com s'estenen els rumors, i com es manegen els avisos de salut pública". Va afegir que Blizzard va fer tals avisos durant la plaga original, però canviava la seva posició quan va veure que no podia tractar el problema de manera eficaç. Va comentar que no creia que arruïnaria el joc, ja que World of Warcraft maneja problemes de salut durant el combat, i els jocs amb ambientació medieval tenen aquest tipus de riscos. Va argumentar que si els investigadors i els desenvolupadors treballessin junts podria ser divertit. Mentre Blizzard estava inicialment entusiasmat amb la proposta, va perdre l'entusiasme amb el temps, però mai ho va refusar. Ella ha mantingut el contacte amb altres desenvolupadors, esperant realitzar una simulació de conducta en jocs similars a World of Warcraft.
El doctor Gary Smith, professor de Biologia de Població i Epidemiologia en la Universitat de Pennsilvània, va comentar que molt pocs dels models matemàtics de transmissió de malalties tenen en compte el comportament del portador, però també qüestiona com de realista podria ser un model virtual. Va esmentar que mentre les característiques de la malaltia podrien ser definides per endavant, l'estudi és igual d'observacional a un conduït en un brot d'una malaltia en la vida real. Així i tot, va afegir que un pot argumentar que la proposta podria donar-li una oportunitat d'estudi als epidemiòlegs que potser mai podrien tenir. Neil Ferguson, director del Centre d'anàlisi i modelatge de brots MRC de la Universitat Imperial, a Londres, va ser escèptic de la idea, comentant que un estudi així no podria simular correctament un comportament genuí. Utilitzant com a exemple la pesta zombi que es va usar per a promoure el llançament de World of Warcraft: Ira del Rei Exànime, va dir que els jugadors van buscar intencionadament infectar-se per a obtenir poders zombi. Va afegir que els jugadors també podien regenerar-se, significant això que hi ha un baix risc d'infecció. Ell creu que si bé jocs en línia com World of Warcraft podrien ser utilitzats per científics per a estudiar epidèmies, aquests sempre estaran limitats pel fet que són principalment una font d'entreteniment.

### Model per a recerca de terrorisme
En una anàlisi de l'incident de la Sang Corrupta, Charles Blair, subdirector del Centre de Terrorisme i Estudis d'Intel·ligència, va dir que World of Warcraft podia proporcionar una manera nova de com es formaven i operaven les cèl·lules terroristes. Encara que ells ja utilitzaven models virtuals per a estudiar les tàctiques terroristes, Blair va explicar que pel fet que World of Warcraft es compon per gent real prenent decisions reals amb límits controlats, això podia proporcionar models més realistes per als analistes d'intel·ligència militar.
L'expert en terrorisme de la Universitat Yale Stuart Gottlieb va admetre que mentre el brot va ser interessant i pertinent en el seu moment, no basaria una estratègia antiterrorista en un videojoc. Gottlieb va expressar el seu escepticisme sobre com l'anàlisi de l'incident podria esclarir les causes complexes del terrorisme en el món real, ja que la participació tant civil com terrorista són rebaixades en un ambient virtual. No obstant això, com va comentar l'editor de l'article, "la feblesa més gran d'utilitzar un joc com una eina analítica és que la mort en World of Warcraft és, com a molt, una molèstia".
Blizzard ha mantingut la seva posició que World of Warcraft és, en primer lloc, un joc, i que mai va ser dissenyat per a reflectir la realitat o res del món real.